# Кодемондо-Кварезимо (Ређо Емилија)
Кодемондо-Кварезимо (итал. Codemondo-Quaresimo) је насеље у Италији у округу Ређо Емилија, региону Емилија-Ромања.
Према процени из 2011. у насељу је живело 1244 становника. Насеље се налази на надморској висини од 65 м.